# Inside Man
Inside Man (El plan perfecto en Hispanoamérica;  Plan oculto en España) es una película estadounidense de 2006 dirigida por Spike Lee y protagonizada por Denzel Washington, Clive Owen, Jodie Foster, Chiwetel Ejiofor, Christopher Plummer y Willem Dafoe.

## Argumento
En una pequeña celda poco iluminada, Dalton Russell proclama que ha cometido el atraco perfecto a un banco. En Nueva York, unos atracadores enmascarados, vestidos con monos de pintor y utilizando variantes del nombre "Steve" como alias, se hacen con el control de un banco de Manhattan, tomando como rehenes a clientes y empleados. Dividen a los rehenes en grupos y los retienen en diferentes salas, obligándoles a ponerse máscaras y monos idénticos a los suyos, rotándolos por varias salas y, ocasionalmente, introduciéndose de forma encubierta en los grupos. También se turnan para trabajar en un cometido que consiste en perforar el suelo de uno de los almacenes del banco.
La policía rodea el banco y los detectives Keith Frazier y Bill Mitchell se encargan de las negociaciones. Russell, el atracador jefe, exige que se le proporcione comida. La policía envía pizzas cuyas cajas tienen dispositivos de escucha ocultos. Los micrófonos captan a alguien hablando en albanés (al principio se malinterpreta que es ruso), que más tarde se identifica como grabaciones de propaganda del difunto líder albanés Enver Hoxha, lo que implica que los atracadores se anticiparon al intento de vigilancia.
Cuando Arthur Case, fundador y presidente del banco, se entera del atraco, contrata a la intermediaria Madeleine White para que intente proteger el contenido de una caja de seguridad del banco. Russell irrumpe en la caja de seguridad y encuentra, entre otras cosas, documentos de la Alemania nazi. White, utilizando su influencia con el alcalde de Nueva York, se presenta a Frazier y le convence para que le permita hablar con Russell, quien accede a dejarla entrar en el banco para que puedan hablar en privado. Russell insinúa que Case fundó su banco con el dinero que recibió por colaborar con los nazis, lo que provocó la muerte de muchos judíos durante la Segunda Guerra Mundial.
Frazier exige inspeccionar a los rehenes antes de permitir que los atracadores se marchen y Russell le enseña el banco. Mientras le muestran la salida, Frazier ataca a Russell, pero es inmovilizado por otro atracador. Después, Frazier explica que le provocó deliberadamente, concluyendo que Russell no es un asesino. Sin embargo, la conclusión de Frazier se pone a prueba casi de inmediato cuando se escenifica una ejecución de rehenes. La ejecución pone en acción a un equipo de la Unidad de Servicios de Emergencia. Planean asaltar el banco, utilizando balas de goma para noquear a los que están dentro. Frazier descubre que los atracadores han colocado un dispositivo de escucha a la policía; conscientes de los planes policiales, los atracadores detonan granadas de humo, se quitan las máscaras y salen del banco ocultos entre los rehenes.
La policía detiene e interroga a todos, pero no consigue distinguir a los rehenes, vestidos de forma idéntica, de los atracadores. Un registro del banco revela que las armas de los atracadores eran réplicas de plástico. Encuentran objetos de utilería que demuestran que la ejecución de los rehenes fue fingida, y no parece que hayan robado dinero ni objetos de valor. Incapaz de identificar a los sospechosos y de demostrar que se ha cometido un atraco, el superior de Frazier le ordena que abandone el caso. Sin embargo, Frazier busca en los registros del banco y descubre que la caja de seguridad nº 392 nunca ha aparecido en ningún registro desde la fundación del banco en 1948. Obtiene una orden de registro para abrirla. White se enfrenta entonces a Frazier para persuadirle de que abandone su investigación y durante su conversación insinúa los negocios nazis de Case. Frazier se niega a detener su investigación y reproduce una grabación que había hecho subrepticiamente de una conversación incriminatoria que tuvo lugar anteriormente entre White y Frazier. White se enfrenta a Case, que admite que la caja contenía diamantes sueltos y un anillo de diamantes que le quitó a un amigo judío al que traicionó para entregárselo a los nazis.
Se revela que el monólogo inicial de Russell ocurrió mientras se escondía detrás de una pared falsa que los atracadores habían construido dentro de la sala de suministros del banco. Sale una semana después del robo con el contenido de la caja de seguridad de Case, incluidos documentos incriminatorios y varias bolsas de diamantes. Al salir, se topa con Frazier, que no le reconoce. Russell sale del banco y entra en un coche que le espera lleno de sus cómplices, algunos de los cuales habían sido interrogados por la policía. Cuando Frazier abre la caja de seguridad, encuentra el anillo y una nota de Russell que dice: "sigue el anillo". Se enfrenta a Case e insta a White a que se ponga en contacto con la Oficina de Asuntos de Crímenes de Guerra del Departamento de Estado sobre los crímenes de guerra de Case. En su casa, Frazier encuentra un diamante suelto y se da cuenta de que Russell se lo metió en el bolsillo durante su colisión al salir del banco.

## Comentarios
Después de La última noche, Spike Lee abandona el drama para adentrarse en una película de género que plantea una situación clásica -un atraco- para poco a poco subvertir sus reglas más básicas, dándole la vuelta. Al hacerlo Spike Lee va introduciendo un retrato social de la sociedad norteamericana: el racismo que anida en las calles, los comportamientos egoístas, el arribismo político, y la sospecha de un dudoso pasado planeando sobre ella. Todo ello filmado con una planificación entre dos estilos, clásico y moderno, salpicada por fugaces flash-forwards.